# Corpus Christi College (Oxford)
Pour les articles homonymes, voir Corpus Christi College.
Ne doit pas être confondu avec Corpus Christi College (Cambridge).
Le collège Corpus Christi est un collège constitutif de l'université d'Oxford, créé en 1517 par Richard Fox, évêque de Winchester et conseiller du roi Henri VII.

## Histoire
Le collège Corpus Christi, dont le nom intégral est « The President and Scholars of the College of Corpus Christi in the University of Oxford » est fondé en 1517 par Richard Fox, évêque de Winchester et conseiller du roi Henri VIII. Fox a d'abord l'intention d'y former les moines, mais il décide finalement, dans l'esprit de la Renaissance, d'en faire un cadre laïque, dédié aux humanités et aux sciences. Fox supervise la construction du bâtiment central surmonté d'une tour, du réfectoire, de la bibliothèque et d'une chapelle. Catherine d'Aragon visite le collège, de même que l'humaniste Érasme, qui loue la biblioteca trilinguis lors de son séjour chez Thomas More. Le théologien Jean Louis Vivès enseigne au collège lorsqu'il était le précepteur de la future reine Marie Tudor.
Plusieurs enseignants du collège sont des prota central[C'est-à-dire ?] dans les disputes religieuses du XVIe et XVIIe siècles. Reginald Pole, enseignant au collège et archevêque de Cantorbéry, est pressenti comme pape. Richard Hooker, ancien étudiant devient un théologien protestant réputé. John Rainolds, professeur et septième président du collège, contribue à l'édition de la Bible du roi Jacques (1611). Enfin, John Keble, étudiant au collège, puis professeur d'Oriel College, est l'un des instigateurs du Oxford Movement au XIXe siècle. Les noms de Robert Bridges, William Hailey, John Ruskin aussi sont liés au collège.
L'expansion du collège s'est poursuit au XXe siècle avec une augmentation de sujet d'études, d'étudiants en études ultérieures et par la présence de femmes en tant qu'étudiantes. 

## Situation géographique
Le collège est situé entre le prairie de Christchurch et la Tamise. 

## Actualités
Le collège accueille 248 étudiants de premier cycle et 108 étudiants en études ultérieures, l'association d'anciens étudiants, surnommée « Old Corpuscles » compte 4000 membres. 20 % des étudiants de licence sont d'origine britannique, la moitié ayant fait leurs études secondaires dans des écoles publiques, alors que 50 % des étudiants post-gradués sont originaires de trente pays différents. 

## Personnalités liées au collège

### Anciens étudiants
- Isaiah Berlin, philosophe et historien russe ;
- Edmund Kerchever Chambers, lexicographe ;
- Paul Grice, philosophe britannique ;
- David Hartley, signataire du Traité de Paris ;
- John Keble, théologien britannique ;
- John Ruskin, auteur britannique ;
- Michael Spencer, homme d'affaires et philanthrope britannique ;
- Graham Wallas, psychologue social britannique ;
- Christopher Nugee, avocat et juge britannique ;
- Cecilia Garcia-Peñalosa, économiste espagnol.

### Fellows
- Percy Stafford Allen, homme de lettres britannique ;
- Robert Burhill, prêtre et ecclésiastique anglican ;
- Bernard Williams, philosophe moral britannique ;

## Galerie photographique

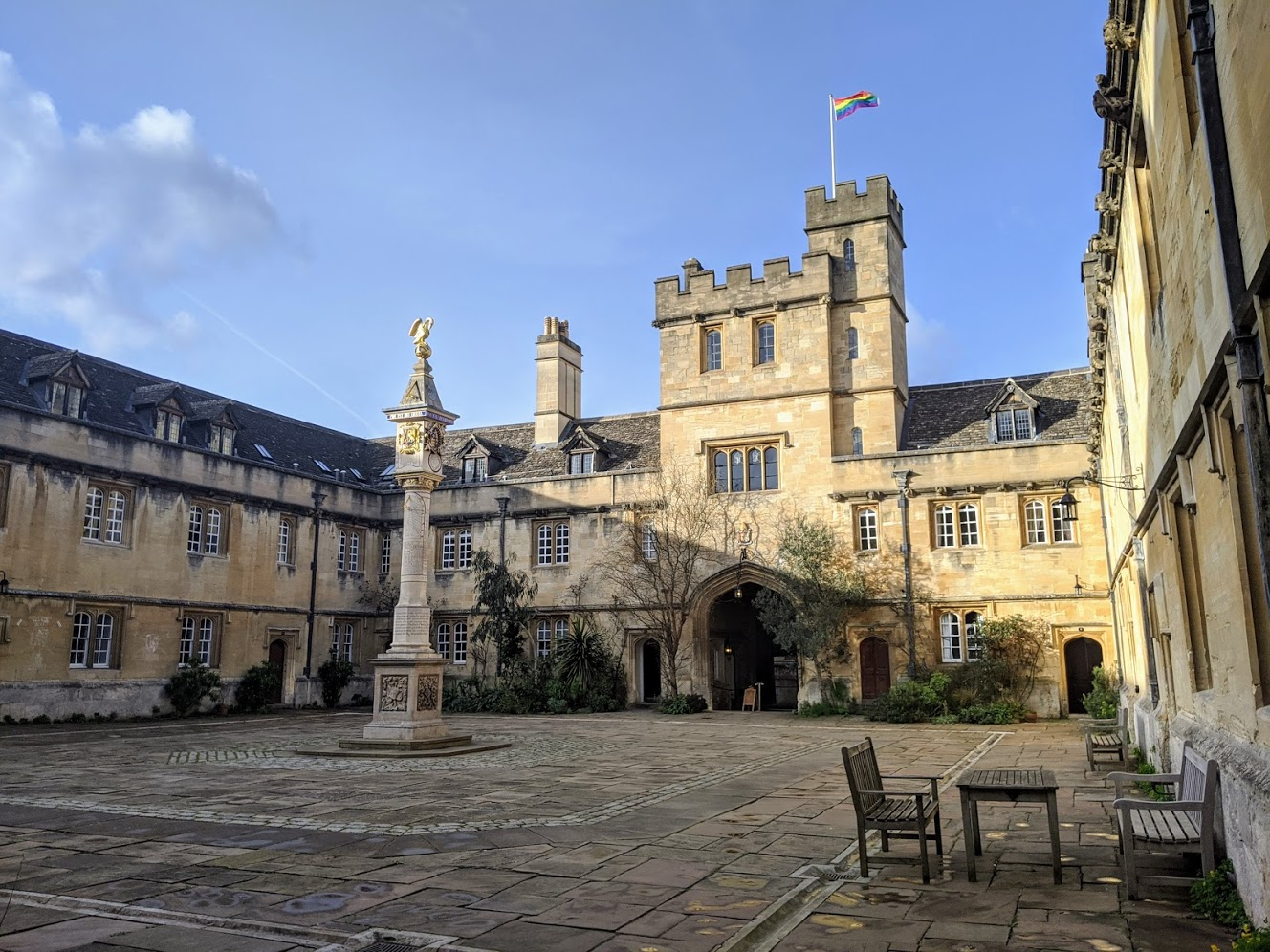
Cours du College
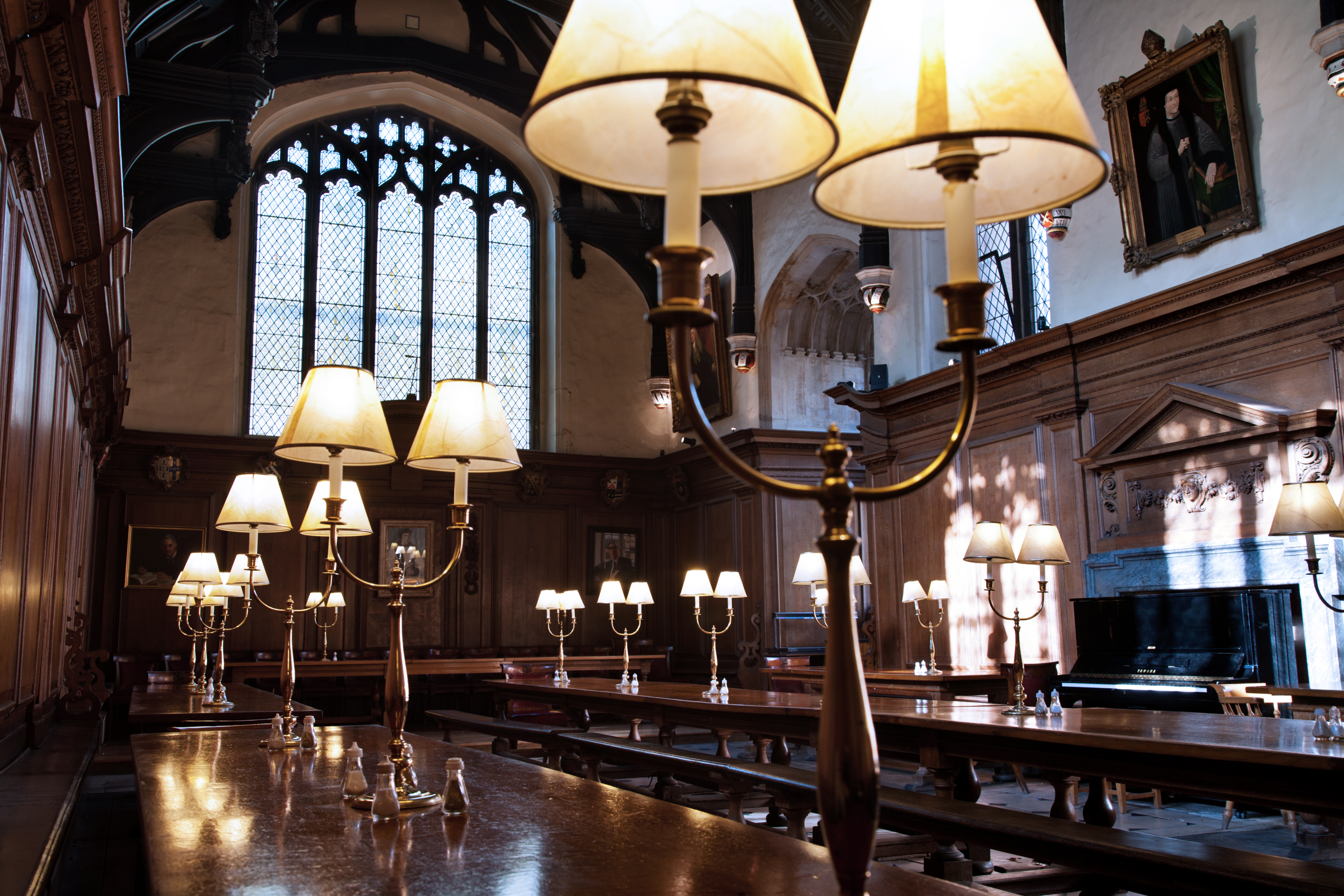
Salle à manger ("Dining Hall")
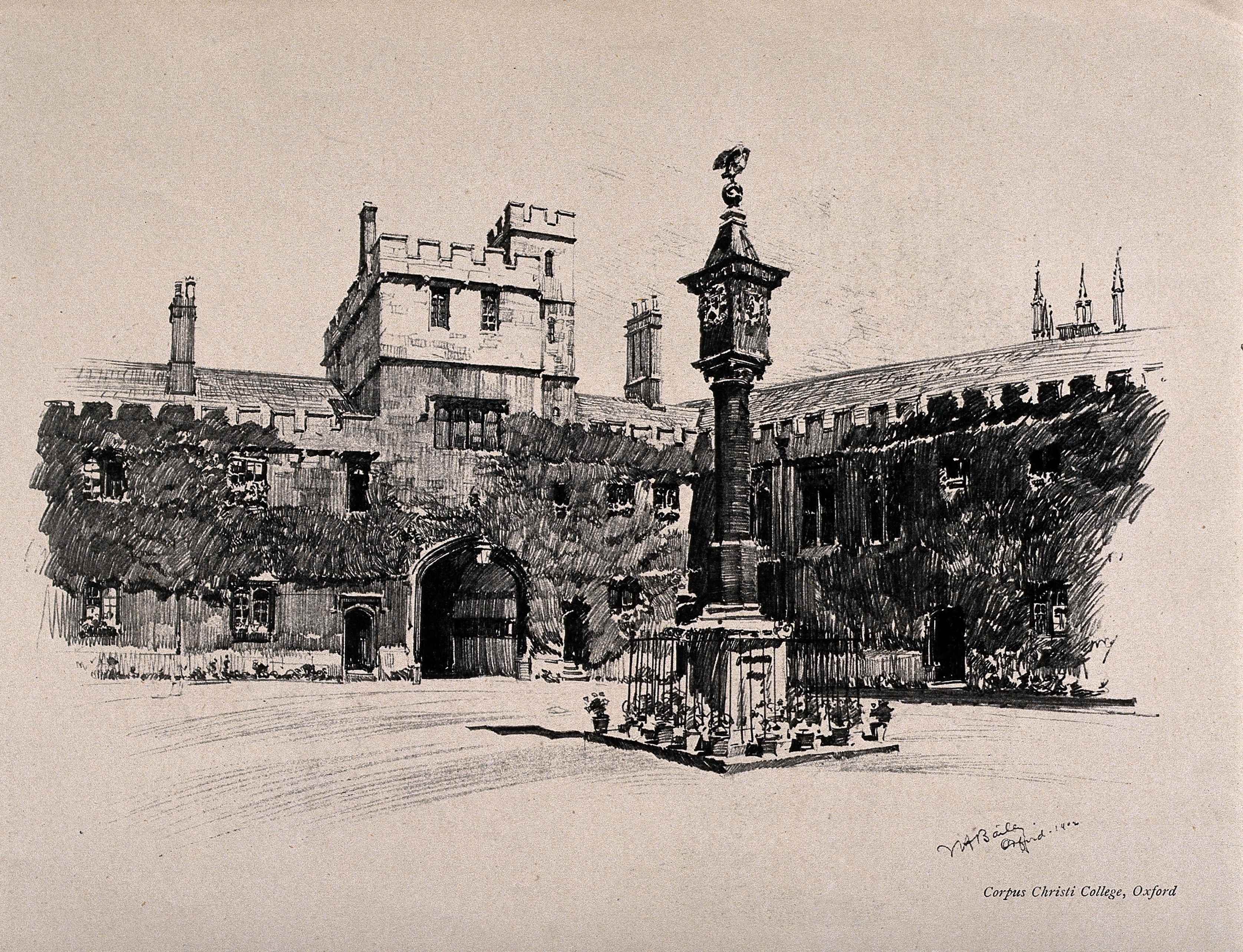
Gravure datant de 1902 faite par V.H. Bailey